# 奇弗斯山
奇弗斯山（英語：Mount Chivers），是南極洲的山峰，位於沙克爾頓海岸，處於奧塔哥冰川和特蘭特冰川之間，屬於伊麗莎白女王嶺的一部分，海拔高度1,755米，美國地質調查局根據測量和美國海軍拍攝的空中照片繪入地圖，現時由南極條約體系管理。